# Edad Media en Cantabria
La Edad Media, Medievo o Medioevo es el período histórico de la civilización occidental comprendido entre los siglos V y XV. Su comienzo se sitúa convencionalmente en el año 476 con la caída del Imperio romano de Occidente y su fin en 1492 con el descubrimiento de América, o en 1453 con la caída del Imperio bizantino, fecha que tiene la ventaja de coincidir con la invención de la imprenta (Biblia de Gutenberg) y con el fin de la guerra de los Cien Años.
Tan largo período histórico (cerca de un milenio) contiene procesos muy diferentes, que convencionalmente se agrupan en dos grandes fases: Alta Edad Media y Baja Edad Media

## Alta Edad Media

La península ibérica en torno al 560.
Visigodos
Asentamientos de colonos visigodos
Asentamientos de colonos visigodos
Suevos
Bizantinos
Cántabros y vascones

### El Ducado de Cantabria

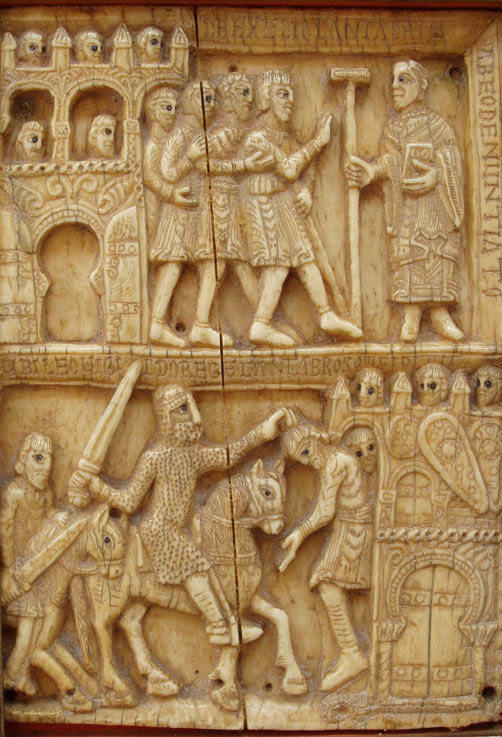
Talla en marfil de la Arqueta de San Millán de la Cogolla en el que se ve en la parte superior a San Millán predicando en Cantabria, y en la inferior a Leovilgildo montado a caballo en el momento previo a la destrucción de Amaya. Se aprecia a los cántabros con escudos de cometa defendiendo los muros de la ciudad.

En el siglo III el Imperio Romano atravesó una profunda crisis económica, social e institucional que inició un proceso de transformación estructural acentuado en las dos siguientes centurias, con la irrupción de pueblos del centro y este de Europa atraídos por la mayor riqueza de las tierras sudoccidentales. El resultado de ese proceso fue el fin de la Antigüedad y el inicio de una nueva civilización, la del Medievo, síntesis cultural del encuentro y fusión de los pueblos germánicos con la civilización grecorromana
En Hispania se sucedieron las invasiones a partir del 409, penetrando sucesivamente suevos, vándalos, alanos y, especialmente, visigodos, asentados en Galia e Hispania tras un acuerdo con Roma (416). A partir del siglo VI estos últimos se establecen definitivamente en la Península.
Leovigildo (574), ocupa Amaya y ejerce su poder en la que se configura la provincia visigoda denominada Ducado de Cantabria. 
A partir de este periodo las fuentes documentales apenas si hacen referencia a Cantabria con este nombre, dado que prevalecerá el de Asturias para las diferentes comarcas: Asturias de Santillana, Asturias de Trasmiera y Asturias de Laredo. 
Cántabros, astures y vascones continuaron siendo foco de conflictos para el inestable reino visigodo hasta su desaparición a comienzos del siglo VIII. De hecho en 711 el rey Roderico se encontraba en plena campaña militar al norte de sus dominios.

### Conquista musulmana y reconquista

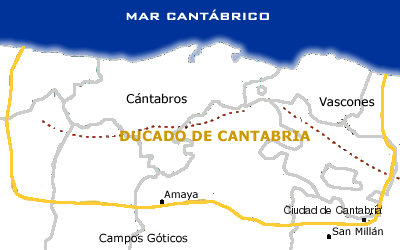
Límites hipotéticos del Ducado de Cantabria.

En el año 714 las fuerzas del Califato Omeya llegan a conquistar los valles altos del Ebro y Amaya, la capital cántabra, obligando a los cántabros a ceñirse a las tradicionales fronteras bélicas, para organizar su defensa. Atendiendo a las primeras crónicas de la Reconquista sigue apareciendo Cantabria definida como unidad territorial. Así, en la Crónica Albeldense al tratar de Alfonso I dice «iste Petri Cantabriae ducis filius fuit», con lo que, junto a la figura de Pedro, se nombra el título de duque de Cantabria, que atestigua la territorialidad de su ducado.
Hacia el año 722, un caudillo llamado Pelayo, hijo de Favila, y nieto de Agila, el Conde de Liébana, lograba una victoria militar contra tropas omeyas en los Picos de Europa tras una serie de episodios bélicos en Cosgaya, Liébana, monte Subiedes, Santa Olalla (donde muere Munuza), Espinama, el río Deva o la Muralla de Amueza. Aquellos hechos marginales en el ducado de Cantabria trajeron, no obstante, importantes consecuencias para Cantabria, originando una nueva entidad política en la que quedó englobada, a pesar de ser el dondado de Liébana la base de despliegue del ejército de Don Pelayo. Las crónicas Alfonsinas harán de Don Pelayo un mito asturiano a pesar de su genealogía claramente cántabra. El pequeño condado de Pelayo, al abrigo de los Picos de Europa, durante el reinado de su yerno Alfonso I (739-757), hijo del duque Pedro de Cantabria, logró consolidarse como el reino de Asturias después de la muerte de Munuza que se había establecido en Gijón en la actual provincia de Asturias entre 714 y 722. Cuando se libera Gijón, la fama de Asturias se extiende por toda Hispania, haciendo desaparecer el ducado de Cantabria, a pesar de haber sido este ducado el único territorio inviolado durante la invasión musulmana de Hispania (Amaya - la capital de los cántabros durante la época romana - arrasada en 714, está situada en la actual provincia de Burgos). La rebelión se extendió por toda la Cornisa Cantábrica al oeste del Nervión, protagonizando una serie de campañas contra el Al-Ándalus que provocaron el despoblamiento de la cuenca del Duero. Expansión paralela a una reorganización del poblamiento, germen de la actual caracterización de las comarcas cántabras.

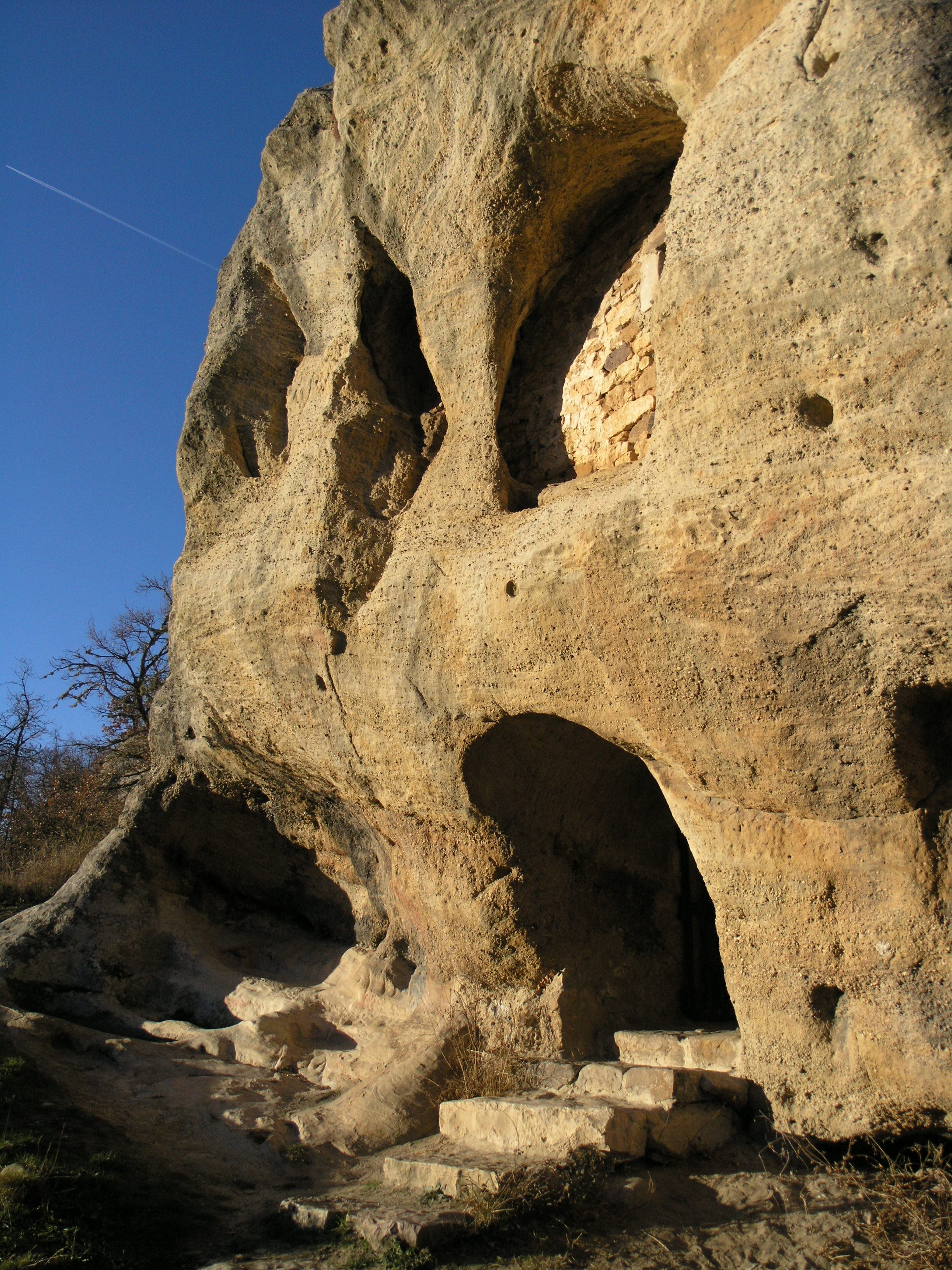
Durante el siglo VII la presencia de iglesias rupestres en el sur de Cantabria, como esta de Arroyuelos en Valderredible, indican el establecimiento de monacatos de tipo eremita destinados a ser cabeza de puente del cristianismo primitivo, continuando la labor iniciada por San Millán de evangelizar la Cantabria pagana.

Es en el siglo VIII, por tanto, cuando se asientan las bases socioeconómicas y culturales de la Cantabria actual. Se alteran bruscamente los modos de vida, con el asentamiento de población hispanorromana y visigoda, introductora del cristianismo, y se reorganiza el poblamiento sobre nuevas pautas socioeconómicas y culturales, con asentamientos permanentes en los valles, fructificando la agricultura (cereal, vid, frutas) y consolidándose la ganadería. La estructura tribal prerromana desaparece sustituida por familias nucleares cristianas. Cambios que van implantando la  sociedad feudal: apropiación de las tierras productivas por monasterios y algunos nobles y sometimiento de la población mediante lazos de vasallaje.
Cambios impuestos con fuertes tensiones, caso de las rebeliones de siervos estalladas durante los reinados de Aurelio (768-764) y Alfonso II el Casto (791-842), probables revueltas autóctonas contra el nuevo orden sociopolítico, duramente reprimidas. 
Asimismo, la triunfante presencia cultural del cristianismo basculó tanto en la asimilación de los cultos naturalistas, situando iglesias sobre antiguos lugares sagrados, como en la violenta represión del paganismo. 
Las repercusiones, sin embargo, no fueron iguales en todas las comarcas. Si Campoo y Valderredible continuaron desiertos y los valles de Nansa y Saja tampoco fueron significativamente poblados, Trasmiera y Asturias de Santillana asumieron las innovaciones con cierta lentitud, descollando Liébana como punta de lanza del nuevo orden, beneficiada por su proximidad a los centros de poder (Cangas de Onís, Oviedo, León) y a su aptitud climática favorable a cereales y viñedos. 
La comarca lebaniega se instituyó así en refugio de la cultura latina e hispanogoda exiliada del vasto territorio dominado desde Córdoba, conservada en sus numerosos monasterios, pilares de la nueva sociedad feudal. A uno de ellos, el de San Martín de Turieno (actual Santo Toribio), llegó desde Astorga para resguardarlo de la ofensiva islámica el Lignum Crucis, el fragmento más grande conservado de la cruz de Cristo, entre la multitud de presuntos trozos presentes por todo el antiguo continente.
En este crítico período destaca el monje Beato, adalid de la ortodoxia católica y la intolerancia religiosa contra la herejía adopcionista (la del cristianismo mozárabe que convivía en tierras de Al-Ándalus), y autor de los Comentarios al Apocalipsis, joya literarias del cristianismo altomedieval. Impulsó el mito de la presencia del apóstol Santiago en Hispania, germen del milagroso descubrimiento de su sepulcro en tierras gallegas (814). 
Simultáneamente florecía un estilo arquitectónico singular, denominado arte de repoblación, presente en las construcciones religiosas de características prerrománicas que proliferaron por la región. Iglesias y monasterios erigidos en centros económicos y administrativos de los espacios agrícolas circundantes: Santo Toribio y Santa María de Piasca en Liébana; Santa Juliana, Emeterio y Celedonio, y Santa Cruz de Castañeda en Asturias de Santillana; Santa María de Puerto en Trasmiera o San Pedro de Cervatos, San Martín de Elines y Santa María de Aguilar en Campoo. Los campesinos les cedían la propiedad de la tierra que trabajaban a cambio de protección (material y espiritual), pagada con una parte de los productos cultivados; otras veces laboraban, como arrendatarios o colonos, parcelas propiedad de los monasterios. Su abundancia inicial menguó a causa de la pugna por el control de la tierra que se estableció entre ellos, persistiendo finalmente los más poderosos. A la larga, sin embargo, caerían todos bajo la influencia de los más fuertes y ricos monasterios castellanos

## Baja Edad Media
La consolidación y expansión experimentadas por el feudalismo europeo entre los siglos XI y XIII tuvo su expresión en la península ibérica en el fuerte avance que los reinos cristianos protagonizaron frente a la España musulmana, reducida a partir de entonces al Reino nazarí de Granada. Tal proceso habría de tener importantes repercusiones en Cantabria.
El avance de los reinos cristianos hacia el sur propició el desplazamiento de los centros de decisión hacia la Meseta, relegando a los antiguos núcleos cantábricos a una posición marginal. Sin embargo el desarrollo del feudalismo ibérico y la expansión del reino castellano propiciarán un nuevo y relevante papel histórico a la costa cantábrica. En el siglo XII, bajo el reinado de Alfonso VIII, la corona de Castilla decidió impulsar el desarrollo de cuatro puertos cántabros. El objetivo, vinculado a las estrategias políticas y económicas del reino meseteño, era doble: habilitarlos para desarrollar las relaciones comerciales con la fachada atlántica europea y consolidar la frontera marítima de Castilla en un momento en el que los estados medievales reforzaban el control de sus territorios en toda la Europa occidental.

### Las Villas Marineras

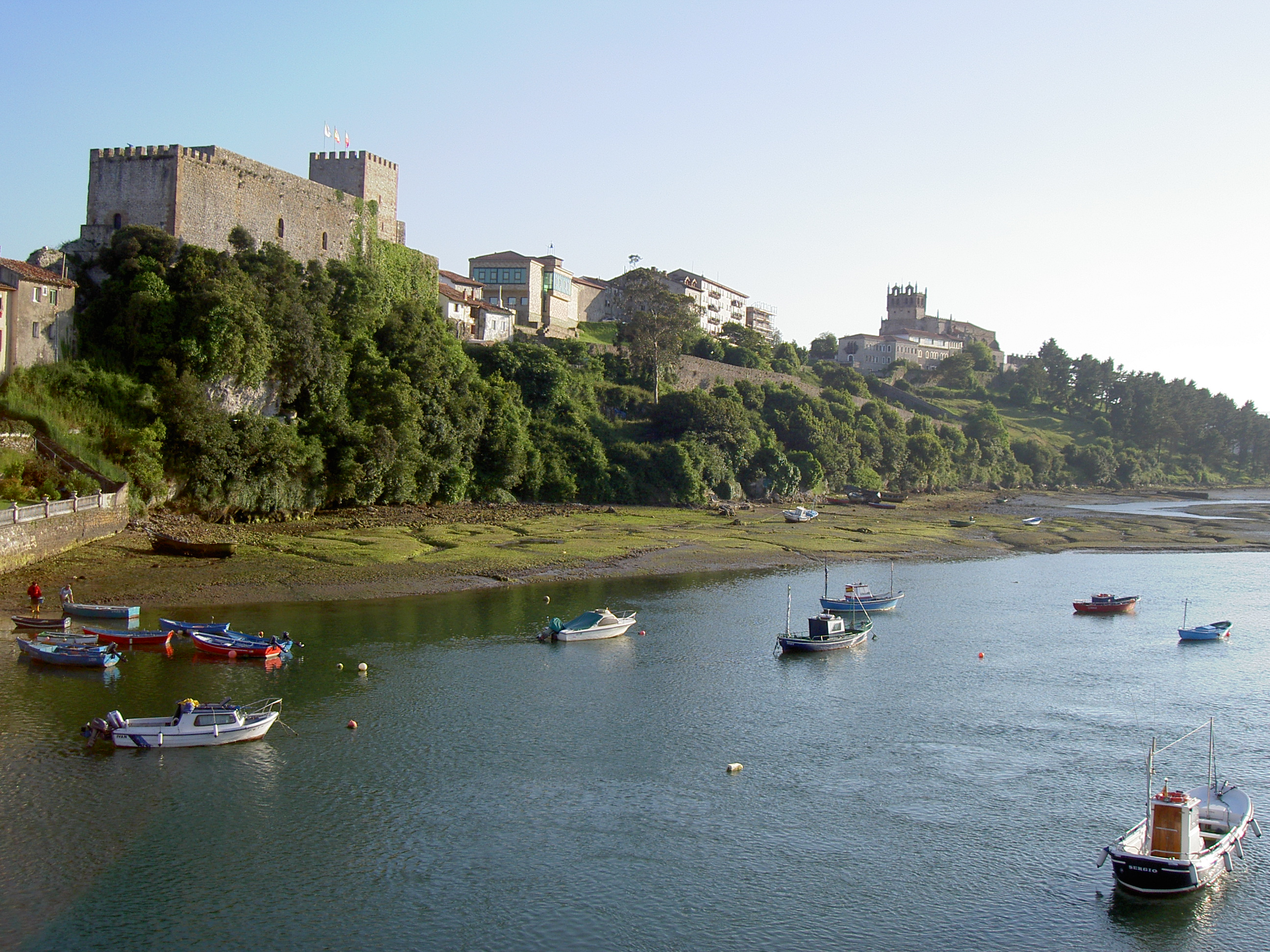
Castillo del duque de Estrada en San Vicente de la Barquera. Reflejo de la importancia comercial, urbana y guerrera de la Hermandad de las Cuatro Villas de la Costa del Mar y de su capacidad económica fue el hecho de que estos asentamientos fueron los únicos en toda Cantabria que tuvieron murallas.

Es este el origen de los fueros concedidos a los puertos de Castro-Urdiales (1173), Santander (1187), Laredo (1200) y San Vicente (1210), junto al de Santillana del Mar en 1209 (transformándola en la capital del territorio conformado por las Asturias de Santillana). Tales fueros constituían textos legales que reconocían una serie de privilegios: estatus de villas, autonomía municipal, exacciones fiscales (en portazgos y peajes)... El consecuente crecimiento económico impulsó el incremento demográfico y un desarrollo urbano plasmado en una morfología más regular y en la elevación de unas murallas concebidas como frontera simbólica entre el nuevo y pujante mundo urbano y su entorno rural.
La nueva posición de Cantabria como frontera marítima y nudo comercial del reino de Castilla facilitó una mejor integración económica con la Meseta, aunque el desarrollo comercial no pasara de modesto a causa de la marginalidad del territorio, entorno pobre, rural y señorial marcado por deficiencias estructurales que impidieron la extensión de las innovaciones más allá de los núcleos costeros. Se perpetuaba con ello la desvertebración de los distintos ámbitos que fragmentaban el territorio cántabro (villas y valles, costa e interior, llanos y montaña) desde los albores del medioevo.
El esplendor de las villas marineras impulsó el desarrollo del gótico en Cantabria. Arte urbano evolucionado a partir del románico y extendido por Europa a partir del siglo XII, refleja la ebullición demográfica, económica y cultural vivida por las ciudades del bajomedievo. En la arquitectura gótica los gruesos muros sustentadores dejan paso a pilares y contrafuertes, permitiendo la apertura de grandes ventanales con bellas vidrieras polícromas, inundando de luz las amplias catedrales, mientras que el arco de medio punto y la bóveda de cañón evolucionan hacia arcos apuntados y bóvedas de crucería. Esbeltez y majestuosidad caracterizan a grandes edificios en los que la verticalidad se impone al predominio horizontal del románico. Los principales ejemplos cántabros los hallaremos, a partir del siglo XIII, en las iglesias de las villas marineras y en monasterios como Santo Toribio o Santa María de Puerto (Santoña).

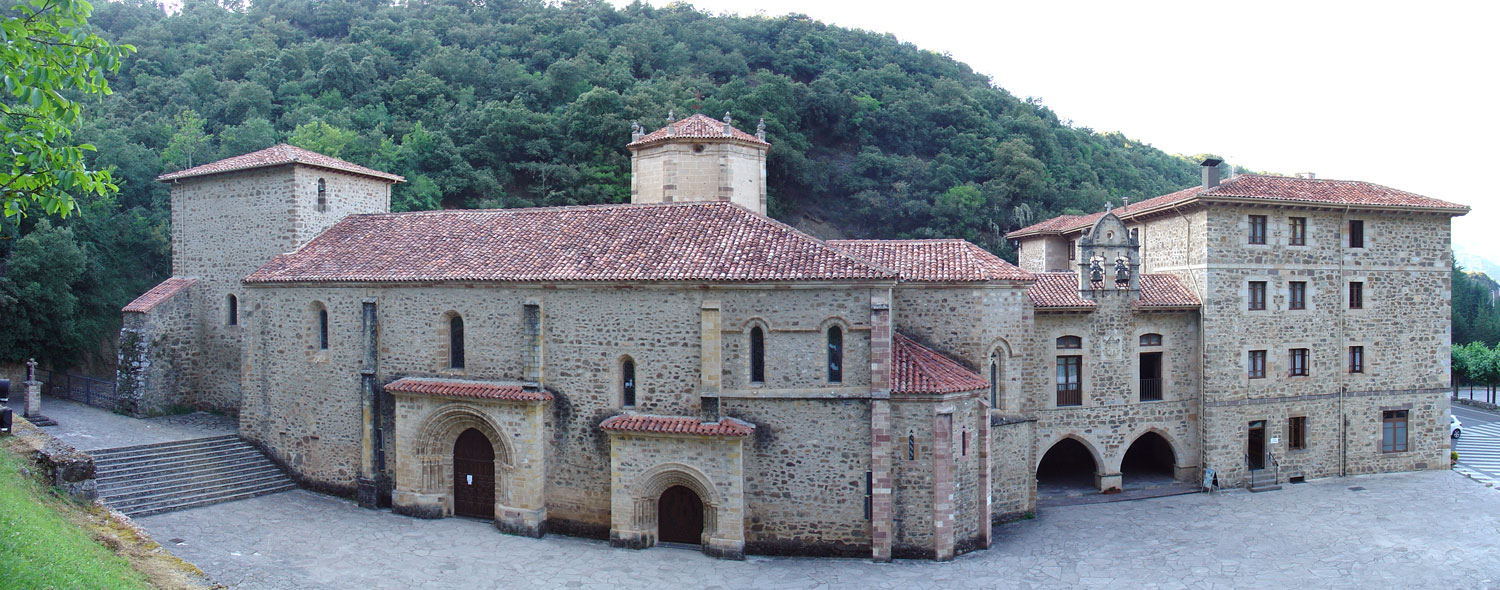
El Monasterio de Santo Toribio de Liébana, importante centro de peregrinación cristiana desde la Edad Media, guarda el Lignum Crucis y en él el Beato de Liébana redactó en el el conocido Comentario al Apocalipsis.

Entre las actividades marítimas desarrolladas en las nuevas villas destacará la pesca, antiguo producto de subsistencia cuya comercialización deberá regularse, ahora, mediante ordenanzas concejiles. Simultáneamente se potenciaron industrias como la construcción o la salazón (origen de los alfolíes o depósitos de sal) y se vertebraron nuevas vías comerciales, marítimas y terrestres (ruta del Besaya, las que partían de Castro-Urdiales y San Vicente o el camino Laredo-Burgos). La costa cántabra se instituye en la salida marítima de Castilla, importando manufacturas flamencas, inglesas y francesas (a las que se sumaban hierro, madera, fruta y pescado cántabros) y exportando lanas burgalesas y cereales. Diversificado este mercadeo por el Atlántico y el Mediterráneo, se especializará hacia Flandes en los siglos XIV y XV. 
Tal volumen de tránsito mercantil, favorecido por una época de avances en las técnicas de navegación, supuso una importante fuente de ingresos para las villas y un jugoso maná recaudatorio para la hacienda real. Propició igualmente la especialización y profesionalización de las actividades marineras (marineros, maestres, pilotos y remeros), y la fundación de cofradías de pescadores y mareantes. En pago a su prosperidad las villas debieron participar con naves y hombres (el denominado tributo de la galea) en la expansión militar castellana, destacando en la toma de ciudades como Cartagena (1245) y Sevilla (1248). En esta última, al mando del almirante Ramón de Bonifaz, rompieron el puente de barcas que unía Triana y Sevilla, acción representada con una nao y la Torre del Oro en los escudos de Santander y Cantabria.

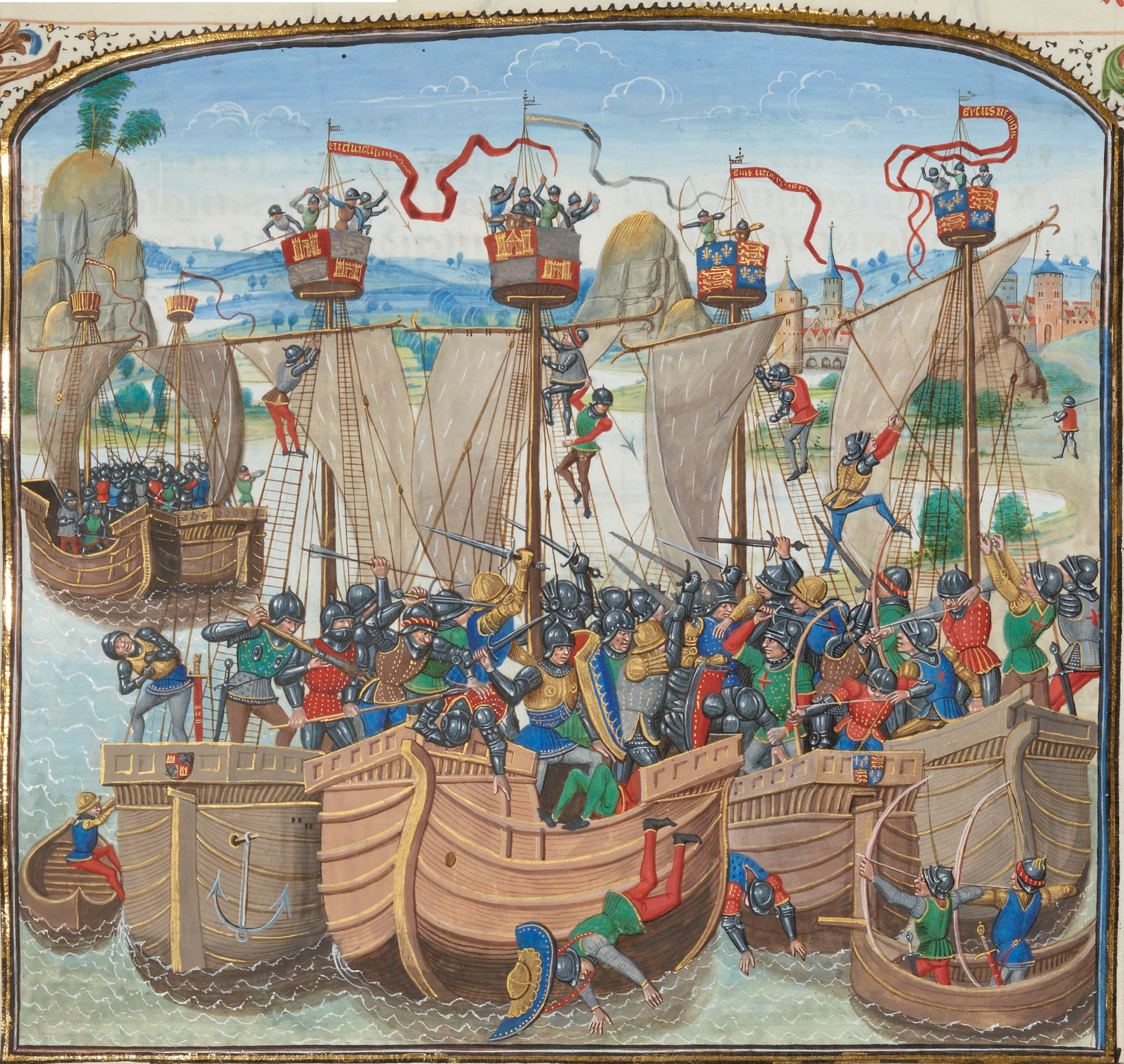
Batalla naval de La Rochelle (1372), en la que trabaron combate barcos cántabros. Durante la Guerra de los Cien Años almirantes como el cántabro Pero Niño atacarían desde la base naval situada en el puerto de Santander ciudades inglesas como Plymouth o Portland, llegando a remontar con sus naves el río Támesis.

La intensidad (y peligrosidad) del comercio en el mar Cantábrico y la necesidad de defender sus franquicias impulsó a los puertos del norte de la Península a asociarse en la denominada Hermandad de las Marismas (1296). De la misma formaron parte Santander, Laredo, Castro-Urdiales (sede de la capital), Bermeo, Guetaria, San Sebastián, Fuenterrabía y Vitoria, incorporándose San Vicente de la Barquera al año siguiente. Erigida en auténtica potencia naval al servicio de la Corona castellana, la Hermandad, sin embargo, mantuvo una gran autonomía, implicándose en determinados conflictos (guerra de los Cien Años) según sus propios intereses.
La prosperidad de las villas propició la diversificación social y profesional del mundo urbano (portazgueros, guardas, dezmeros, fiadores, mercadores, escribanos), aunque la mayoría de la población se componía de marineros que compatibilizaban actividades comerciales y pesqueras con labores agrarias. Se estructuraba así sociedad polarizada entre una mayoría heterogénea (el común) sin privilegios, fiscalizada y sin representación en los órganos de gobierno local, y una minoría (patriciado urbano) privilegiada fiscal, jurídica y políticamente.

### Linajes nobiliarios y guerras de banderizas
La conexión entre el Nuevo Mundo urbano y la vida de los valles se produjo a través de estos grupos privilegiados, cuando extendieron sus vínculos al ámbito rural entrelazándose con linajes nobiliarios. Tal conexión, limitada, no propició una verdadera integración campo-ciudad, pero la confrontación entre los diferentes clanes por incrementar sus parcelas de poder provocó un prolongado desgarramiento social en Cantabria trufado de violencia.
Por otro lado la Baja Edad Media será escenario del debilitamiento de los señoríos monásticos en beneficio de los laicos. A partir del siglo XIII la fuerte expansión territorial del reino castellano hacia el sur peninsular supuso numerosas concesiones a los caballeros que participaron en la misma, en forma de territorios, privilegios fiscales y jurisdiccionales, cesiones mantenidas y aumentadas en los dos siglos siguientes a causa de las guerras dinásticas que desgarraron a la corona.
Así se extendió por el espacio cántabro una intrincada red de relaciones feudales estructurada mediante vínculos socio-familiares (los linajes), de modo que los miembros de cada familia se organizaban alrededor del pariente más significado (enriquecido por mercedes o heredades). La pugna entre linajes por extender sus intereses e incrementar sus patrimonios les llevaba, por arriba, a vincularse a señores más poderosos y, por debajo, a ampliar su base social integrando nuevos “parientes” de forma más o menos voluntaria. Estrategias desplegadas con constante recurso a la violencia, sumergiendo a la región en una interminable guerra civil.
Entre los linajes más poderosos destacaron el de La Vega, el de Manrique o los Velasco, junto a multitud de pequeños señores envueltos en constantes luchas de “banderizas” que ensangrentaron la vida de valles y villas en el contexto de crisis generalizada que afectó a toda la Europa tardomedieval (siglos XIV y XV). Tales pugnas finalizarían con la autoritaria imposición del poder real sobre la levantisca nobleza castellana llevada a cabo por los Reyes Católicos en los albores de la Edad Moderna, lo que no fue óbice para la permanencia de los dominios señoriales hasta la extinción del feudalismo.
Como reacción al creciente abuso de los señores feudales se produjo el refuerzo de la personalidad de valles y entidades menores, ya que los sectores damnificados por la “ofensiva señorial” se vieron empujados a organizarse en concejos y juntas como medio de protección. Tal resistencia, en ocasiones armada, se canalizó a través de la justicia real logrando sentencias favorables tras larguísimos pleitos, logrando defender su condición de tierras de Realengo: dependencia señorial directa del rey sin la interposición de otro señor laico o eclesiástico (“reales valles”).
Se teje así una organización del territorio en la que el concejo se consolida como célula básica. Institución rectora local integrada por vecinos que elegían anualmente los cargos institucionales, los concejos se reunían a su vez en entidades superiores, los Valles (Alfoces o Juntas), para coordinar sus intereses. Estas entidades se integraron asimismo en la estructura territorial extendida por toda la Corona castellana a partir del siglo XII: las Merindades.
Gracias al Libro de las Merindades de Castilla o Becerro de las Behetrías (1352) podemos conocer las entidades que compartimentaban el territorio cántabro bajomedieval: la Merindad de Liébana con sede en Potes, la de Campoo alrededor de Reinosa, las Asturias de Santillana con capital en Santillana del Mar y Trasmiera con sede en Hoz de Anero. Se ha barajado la posibilidad de que entre el Asón y el señorío de Vizcaya existiera una Merindad denominada Vecio, pero la falta de información no ha permitido, hasta el momento, confirmar tal hipótesis.
A este mapa jurisdiccional se añaden a partir del siglo XIV los Corregidores, representantes reales que podían controlar varias merindades, relegando a los propios merinos (agente real instituido en autoridad fiscal y militar de cada merindad). En Cantabria se establecieron dos corregimientos: uno para Asturias de Santillana, Campoo y Liébana (1396) y otro para las Cuatro Villas y Trasmiera.
Esta estructura administrativa sobrevivió con alguna modificación, al igual que la sociedad feudal, a lo largo de toda la Edad Moderna hasta su sustitución en el siglo XIX por la estructura territorial liberal sustentada en la provincia y los ayuntamientos.

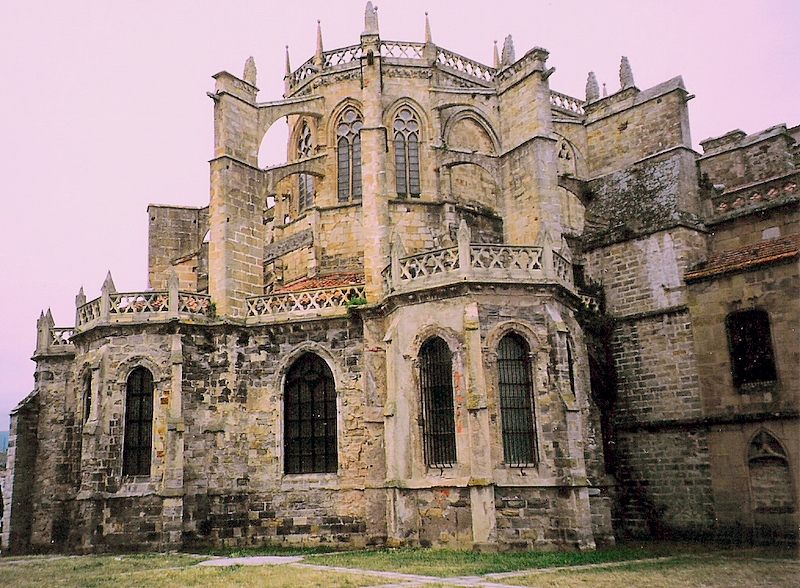
Iglesia de Santa María de la Asunción de Castro-Urdiales, un símbolo de la prosperidad de las villas marineras en el Bajo Medievo.